# Death Row (film 2006)
Death Row è un film per la televisione del 2006 diretto da Kevin vanHook.